# Jabukovik
Jabukovik (en serbe cyrillique : Јабуковик) est un village de Serbie situé dans la municipalité de Crna Trava, district de Jablanica. Au recensement de 2011, il comptait 47 habitants.

## Démographie
| 1948 | 1953 | 1961 | 1971 | 1981 | 1991 | 2002 | 2011 |
| ---- | ---- | ---- | ---- | ---- | ---- | ---- | ---- |
| 631  | 585  | 591  | 485  | 347  | 177  | 97   | 47   |

|  |